# Kaei
Kaei (in giapponese: 嘉 永) è il nome dell'era giapponese, successiva all'era Kōka e precedente all'era Ansei, che va dal febbraio 1848 al novembre 1854 in cui l'imperatore era Kōmei.

## Cambio d'epoca
L'era Kaei inizia il 28 febbraio 1848 e il nome dell'era (che significa "felicità eterna") fu creato per segnare l'inizio del regno dell'imperatore Kōmei e deriva da un aforisma del Libro dei Song: "Un imperatore saggio riceve molto aiuto, Colui che stima la comodità è all'esterno" (思皇享多祐、嘉楽永無央).

## Eventi dell'eraKaei
- Luglio 1848 (Kaei 1): Ranald MacDonald lascia la baleniera Plymouth e sbarca sull'isola di Rishiri, dove viene arrestato e trasferito a Nagasaki. Lì MacDonald inizia ad insegnare l'inglese ai migliori 14 interpreti, tra cui Moriyama Einosuke che in seguito farà da interprete per il governo giapponese al commodoro statunitense Matthew Perry, motivo per il quale MacDonald è noto per essere stato il primo madrelingua inglese ad aver insegnato la lingua in Giappone.[2][3]
- 1849 (Kaei 2): viene praticata la prima vaccinazione ad opera di Otto Gottlieb Mohnike.[4]
- Luglio 1853 (Kaei 6): il commodoro Matthew Perry, seguendo gli ordini impartitigli dalla presidenza di Millard Fillmore, entra con quattro navi da guerra della Marina degli Stati Uniti nella baia di Edo (l'odierna Tokyo), per stabilire con il Giappone un rapporto commerciale ed ottenere l'apertura del paese.[5]
- 1854 (Kaei 7): il commodoro Perry ritorna nella baia di Tokyo per firmare la Convenzione di Kanagawa.
- 2 maggio 1854 (Kaei 7): il Palazzo imperiale di Kyōto viene distrutto da un incendio e l'imperatore è costretto a rifugiarsi a Shimokam e poi a Shōgon-in.
- 4-7 novembre 1854 (Kaei 7): i grandi terremoti e gli tsunami di Nankaidō uccidono 80.000 persone. Un terremoto e uno tsunami colpiscono Shimoda sulla penisola di Izu e, poiché il porto era stato appena designato come potenziale sede per un consolato americano, alcuni interpretano i disastri naturali come una dimostrazione del dispiacere dei kami.[6]
- 1854 (Kaei 7): il nome dell'era cambia in Ansei (che significa "governo tranquillo").